# Старокурдский язык

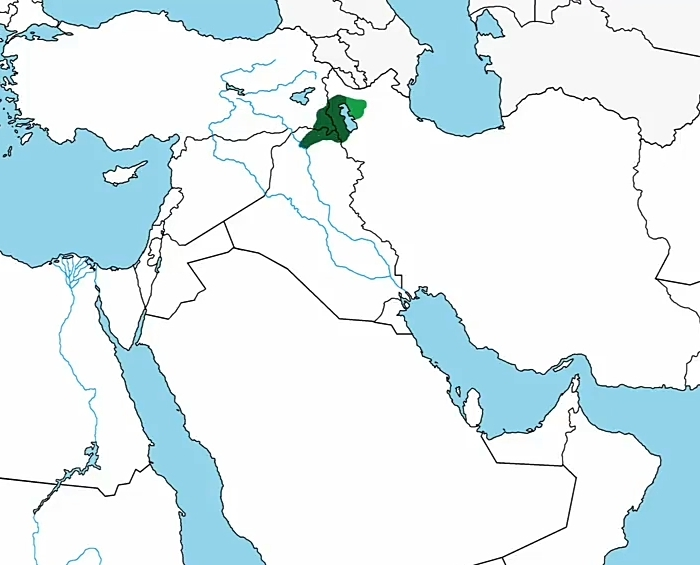
Территория, контролируемая курдской династией в VIII—IX веках.

Староку́рдский язы́к (курда́нский, курда́ни (букв. «курдский»); самоназвание — Zuwān-e Kurdānī, дословно: «язык курдов») — среднеиранский язык, развившийся приблизительно ко II веку нашей эры из мидийских диалектов древнеиранского языка. Второй исторический этап развития курдского языка после мидийского (IX век до н. э. — I век н. э.).

## Переход к современному курдскому
Современный прямой потомок старокурдского — новокурдский (современный курдский, курдский).
Курдский язык вероятно отделился от других северо-западных диалектов в первые века н. э. (среднеиранский период) и развился в новоиранский в Средневековье (примерно к X в. н. э.). К основным изменениям за данный промежуток времени относятся:изменение поствокального -m на -v/-w;
- морфологическая перестройка у всех курдов, кроме северных;
- потеря -g в конце слов в некоторых диалектах;
- замена в середине -w- на -m- в некоторых диалектах и словах;
- замена -b в конце слова на -v в некоторых словах;
- изменения в лексике: замена исконных слов на арабизмы и тюркизмы;
- трансформация -b в конце слов на -v у северных курдов и на -w у центральных.

К X веку курдский язык на основе этих изменений окончательно разделился на две диалектных группы: прадиалект современных курманджи, сорани, келхури (северная часть) и прадиалект современных зазаки, горани, шабаки, формирующие группу заза-горани (южная часть), что и положило начало современному курдскому языку и его диалектам.
Курды гор Аврамана в Загросе, говорящие на одном из говоров горани, хорошо сохранили исконную лексику и в их диалекте присутствуют наиболее архаичные черты. Такие же аспекты сохранились чуть менее в зазаки. Помимо этих диалектов, относительно менее модифицирован и севернокурдский. С точки зрения исторической эволюции, он более консервативен, чем центральный и южный, как по фонетической, так и по морфологической структуре. На центральнокурдский повлияла, среди прочего, бо́льшая культурная близость к другим языкам, на которых говорят курды региона, в том числе арабскому. На южнокурдский и лаки повлиял тесный культурный контакт с персидским языком. Также, в некоторых диалектах современного курдского языка остались категории рода и падежа. Именно различия в морфологии затрудняет понимание северных и центральных курдов, при схожей фонетике и большим количеством когнатов в лексике.
Согласно некоторым источникам, в диалекте горани нужно видеть тот старокурдский язык, от которого возникли все другие курдские диaлeкты и наречия.

## Лингвогеография
Был тесно связан с парфянским и по некоторым лингвистическим классификациям может считаться его разновидностью.
Согласно сохранившимся данным, в античную эпоху курды населяли районы верховья Ефрата․ Гекатей Милетский упоминает этнонимом «корди». Также курды жили в горных областях Малой Мидии, на землях от озера Арчак до Артаза, проживали в Атропатене, имели царство в Шахрезуре (современный Ирак и Иран) и, как упоминается в среднеперсидской прозе «Кар-Намаг и Ардашир и Пабаган», присутствовали в 226 г. н.э. в Керманшахе под названием «kurdān». Курды рано распространились также на территории Древней Армении — в окрестностях Ванского озера. Так, население области Армении Мардастан Р. Хьюсен считает протокурдским.

## Письменность
Язык курдов, будучи изначально бесписьменным, обрел письменность лишь в Раннее Средневековье при пехлевийской письменности, распространенной в то время в Сасанидском Иране.

Задокументированные текста старокурдского алфавита из книги Шаук аль-Муст, IX век н.э.
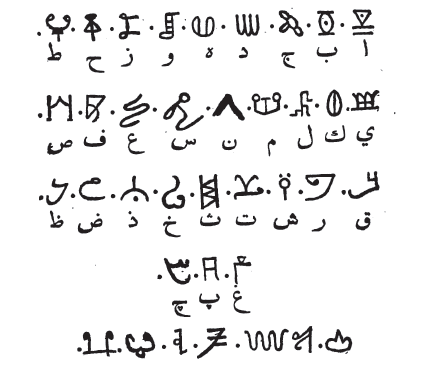

### Пехлевийская письменность
До VII века курды использовали арамейскую (пехлевийскую) письменность, но перестали её использовать после завоевания курдов арабами.
Известным примером использования пехлевийской письменности среди курдов является Сулейманийский пергамент.

### Старокурдская письменность
У курдов также был свой алфавит, происхождение которого не совсем ясно. Он был задокументирован в книге Шаук аль-Мустахам, которая была написана в 856 году н.э.
Во время своего пребывания в Дамаске историк арабского происхождения Ибн Вахшия (арабский писатель и алхимик) наткнулся на две книги по сельскому хозяйству, написанные на курдском языке.

### Персидская письменность
Бо́льшую часть своей истории, курды использовали персидскую письменность, которая возникла как модифицированный вариант консонантной арабской письменности. Предполагается, что они начали её использовать с XIII века.

## Примеры

### Сулейманийский пергамент
В 1920 году недалеко от южнокурдистанского города Сулеймания археологи нашли свиток, известный ныне как «Сулейманийский пергамент». В остатках курдской поэмы 7-го века, написанной на куске оленьей шкуры шрифтом пехлеви, рассказывается о событиях исламского завоевания Курдистана из первых рук:
| Транскрипция со старокурдского | Перевод на современный курдский | Перевод на русский | Перевод на русский (альтернативный) |
| --- | --- | --- | --- |
| Hurmōzan riman, atiran kujandu Wīšan šardiwā gāwrāī gāwrākan Zor kar ārāb kirine xapur Ginaiy pālā īy hātā Šarāzur Jin u kānikiyan wā dīl bāšīna Mārd āzā tilī wā ruy hwēna Rāwišt Zārdāštire manu bī kās Bāzāīka nīka Hurmōz wā huiç kās | Zîyaretgahan rixandin, argûnan vekuştin Wisan veşartine gewre ji gewre Zor har ereban kirine xirab Gundên perîşanan heta Şarezûrê Jin û kenîşkên wan dîlîyê şandine Mêrên afet di wan de ketin xwîna Li ser rêya Zerdeştiyê bi tenê ma Ahûramazda ku nika nehişt ji kesî | Храмы разрушены, костры погашены Величайшие из великих спрятались Жестокие арабы уничтожили В деревнях бедняков до Шарезура Они порабощали девушек и женщин Храбрые мужчины ныряли в их кровь На пути зороастризма остался один Ахурамазда, никого не жалевший | Храмы (Хормоза) разрушены, огни погашены, Отвернулся (от нас) владыка владык Насилие совершил (разрушил) араб Хабур, Деревни (округа) Пале до Шахрезура, Жены и домочадцы в плен уведены, Воины лежат в крови Вера Зароастры осталась без рук, Не заступился Хормоз ни за кого |

Кейван обращает внимание на тот факт, что в нем нет арабизмов, — единственное арабское слово в нем — это «араб». На этой основе Ясеми полагает, что Сулейманийский пергамент относится к эпохе арабского нашествия на Иран. Данный вывод подтверждается описываемыми в нем историческими событиям.

### Шавк аль-Мустахам
В книге Шаук аль-Мустахам IX века н. э., Ибн Вахшийя пишет:
Я видел в Багдаде тридцать книг на этом алфавите, из которых я перевел две научные книги с курдского на арабский; одна из книг о культуре виноградной лозы и пальмы, а другая овода и способы ее нахождения в неизвестной местности.
Данный старокурдский алфавит был задокументирован известным мусульманским автором Ибн Вахшийя в книге, которую он написал в 856 году н. э.

## Морфология

### Имя существительное
В старокурдском существовало три грамматических категорий рода:
- мужской род;
- женский род;
- средний род;

### Местоимения
| Лицо     | Единственное число | Множественное число |
| -------- | ------------------ | ------------------- |
| 1-е лицо | āz, mān            | emā                 |
| 2-е лицо | tō, tā             | ešimā               |
| 3- лицо  | ōy                 | wā                  |

### Числительные
| Русский язык | Старокурдский | Современный курдский |
| ------------ | ------------- | -------------------- |
| один         | áyk           | yek                  |
| два          | dwо́h          | du                   |
| три          | tráyas        | sê                   |
| четыре       | çwáhar        | çаr                  |
| пять         | pánca         | рênс                 |
| шесть        | šwácš         | şeş                  |
| семь         | hwasptá       | hevt                 |
| восемь       | aštá          | heyşt                |
| девять       | náwa          | neh                  |
| десять       | dáca          | deh                  |

## Синтаксис
Стандартный порядок слов в предложении: SOV (подлежащее — дополнение — сказуемое).

### Лексика
Старокурдский язык имел большое количество доиндоевропейской лексики, что доказывает теорию об ассимиляции мидийцев предков курдов, унаследовавших впоследствии видоизменённый мидийский язык, но с добавлением некоторых хурритских, гутийских и других слов. В отличие от среднеперсидского языка, старокурдский, как и современный курдский, имел эргативную конструкцию.
| Индоиранский корень | Старокурдский | Современный курдский | Значение | Дополнение |
| ------------------- | ------------- | -------------------- | -------- | --- |
| *aśva               | aspa          | hesp                 | лошадь   | Диалектные различия: - на некоторых центральнокурдских говорах «esb»; - на южнокурдском диалекте «abdar»; |
| *j́raya              | draya         | derya                | море     | Диалектные различия: - в некоторых говорах трансформировалось в «zerya»; |
| *bhrātr-            | brād          | bira                 | брат     | Схожие синонимы: - существует синоним в виде «birader» в значении близкого друга; |
| *j́hasta             | dast          | dest                 | рука     | Диалектные различия: - в некоторых центральнокурдских говорах отпала -t в конце слова; |
| *martya             | mārd          | mêr                  | мужчина  | Диалектные различия: - -d в конце сохранилось частично в лексики центральных курдов; - на севернокурдском «mêr» и «camêr»; - на зазаки «mêrdek», «camêrd» (/«cüamêrd»);                                                                  |
| —                   | dayāk         | dayik                | мама     | Диалектные различия: - северные и центральные курды используют также «dê» и «dayig»; - на говоре Сархада существует «mak», но оно редкоупотребляемое и считается устаревшим; - на зазаки «may» и «mar»;                                  |
| —                   | zuwān         | ziman                | язык     | Диалектные различия: - большинство северных и центральных курдов используют «ziman»; - на зазаки используют следующие формы: zıwan, zon, zuan, zuon, juan и jüan; - на горани и некоторых центральнокурдских говорах используют «zuwan»; |
| —                   | āb            | av                   | вода     | Диалектные различия: - на центральнокурдском «aw»; - на зазаки — "awe (/«awk»), «owe», «ou»; |
| —                   | sag           | se                   | собака   | Диалектные различия: - -g на конце сохранилось в некоторых центральнокурдских говорах, но в севернокурдском оно отпало; |
| —                   | nām           | nav                  | имя      | Диалектные различия: - на центральнокурдском «naw» и «nêw»; - на зазаки и горани «name»; |
| —                   | duz           | hêz                  | крепость | Диалектные различия: - на южнокурдском «sextî», «zalî» и «estûrayî»; |
| —                   | ruz           | roj                  | день     | Сохранение в некоторых сложных словах: - ruz сохранилось в слове «newruz» (навруз); |